# Laurel (Mississippi)
Pour les articles homonymes, voir Laurel.
La ville de Laurel est le siège du comté de Jones, situé dans l'État du Mississippi, aux États-Unis.

## Démographie
| Groupe      | Jackson | Mississippi | États-Unis |
| ----------- | ------- | ----------- | ---------- |
| Noirs       | 61,3    | 37,0        | 12,6       |
| Blancs      | 32,4    | 59,1        | 72,4       |
| Autres      | 4,4     | 1,3         | 6,4        |
| Métis       | 1,0     | 1,2         | 2,9        |
| Asiatiques  | 0,7     | 0,9         | 4,8        |
| Amérindiens | 0,1     | 0,5         | 0,9        |
| Total       | 100     | 100         | 100        |
|             |         |             |            |
| Hispaniques | 7,7     | 2,8         | 16,7       |

Selon l'American Community Survey, en 2010, 96,39 % de la population âgée de plus de 5 ans déclare parler l'anglais à la maison, 4,32 % déclare parler l'espagnol, 0,66 % une langue chinoise, et 0,63 % une autre langue.

## Personnalités liées à la ville
- Lee Calhoun (1933-1989), champion olympique du 110 m haies en 1956 et en 1960, né à Laurel.
- Ralph Boston (1939-2023), champion olympique du saut en longueur en 1960 et ancien détenteur du record du monde de la discipline, né  à Laurel.
- Mark A. Landis, peintre et faussaire né en 1955.
- Eric L. Harry, écrivain et avocat né en 1958.